# Parthiva Sureshwaren
Parthiva Sureshwaren (ur. 21 lutego 1981 w Madras) – indyjski kierowca wyścigowy.

## Kariera
Sureshwaren rozpoczął karierę w wyścigach samochodowych w 2001 roku od startów w klasie narodowej Brytyjskiej Formuły 3. Z dorobkiem 49 punktów uplasował się tam na jedenastej pozycji w klasyfikacji generalnej. W późniejszych latach pojawiał się także w stawce Barber Dodge Pro Series, A1 Grand Prix, Azjatyckiej Formuły Renault V6, Formuły 2 oraz MRF Challenge.
W Mistrzostwach Formuły 2 startował w latach 2010-2012. Tylko w pierwszym sezonie startów był klasyfikowany. Z dorobkiem jednego punktu uplasował się na dwudziestej pozycji w klasyfikacji generalnej.

## Statystyki
| Sezon     | Seria                                | Zespół             | Wyścigi | Zwycięstwa | PP | NO | Podium | Punkty | Pozycja |
| --------- | ------------------------------------ | ------------------ | ------- | ---------- | -- | -- | ------ | ------ | ------- |
| 2000      | Ericsson Formula Challenge           |                    |         |            |    |    |        | N/A    | NS      |
| 2000      | Brytyjska Formuła 3 – klasa narodowa | ME Motorsport      | 17      | 0          | 0  | 0  | 0      | 49     | 11      |
| 2002      | Barber Dodge Pro Series              |                    | 3       | 0          | 0  | 0  | 0      | 5      | 26      |
| 2006/2007 | A1 Grand Prix                        | Team India         | 2       | 0          | 0  | 0  | 0      | 13     | 16      |
| 2007      | Azjatycka Formuła Renault V6         | Eurasia Motorsport | 8       | 0          | 0  | 0  | 2      | 36     | 8       |
| 2007/2008 | A1 Grand Prix                        | Team India         | 2       | 0          | 0  | 0  | 0      | 61     | 10      |
| 2010      | Formuła 2                            | MotorSport Vision  | 12      | 0          | 0  | 0  | 0      | 1      | 20      |
| 2011      | Formuła 2                            | MotorSport Vision  | 13      | 0          | 0  | 0  | 0      | 0      | 25      |
| 2012      | Formuła 2                            | MotorSport Vision  | 8       | 0          | 0  | 0  | 0      | 0      | 21      |
| 2012/2013 | MRF Challenge – Formula 2000         |                    | 10      | 0          | 0  | 0  | 0      | 33     | 10      |